# Кенгерли, Насрулла Ягуб оглы
Насрулла Ягуб оглы Кенгерли́ (азерб. Nəsrulla Yaqub oğlu Kəngərli; 13(26) ноября или 25 ноября 1913, Нахичевань, Кавказское наместничество — 25 февраля 1991, Баку) — азербайджанский советский архитектор. Заслуженный строитель Азербайджанской ССР (1960), лауреат государственной премии СССР (1972), награждён орденом Красной Звезды.

## Биография
Насрулла Ягуб оглы Кенлерли родился в ноябре 1913 года в Нахичеване. Его отец — Ягуб Паша был обвинён в связях с Ираном и Турцией и арестован, а в 1939 году был расстрелян, а его семья была выслана в Казахстан, сумев вернуться в Азербайджан в 1964 году. Сам Насрулла не был сослан ввиду того, что в связи с получением образования был не Нахичевани.
Насрулла Кенлерли в 1929 году окончил Нахичеванский Педагогический Техникум и некоторое время занимался преподавательской деятельностью в Нахичеванской Автономной Республике. В 1932 году поступил в Гянджинский Текстильный Институт, через год продолжил своё образование в Архитектурно-строительнойм факультете Бакинского Индустриального Иститута, который окончил в 1939 году.
С 1941 по 1945 годы был участником Великой Отечественной войны и прошёл боевой путь от Кавказа до Берлина в рядах 416-й Азербайджанской дивизии.
После окончания войны вернулся в Азербайджан 46 лет проработал в Азербайджанском государственном архитектурном проектном Институте, в институте Бакинского городского генерального плана и в институте "Азергоспроект". Выделялся наряду с такими известными архитекторами того времени как Микаил Гусейнов, Анвар Гасымзаде, Давуд Ахундов.
Насрулла Кенлерли был автором проектов жилых домов, общественных и административных зданий в городе Баку, таких как Центральный Универмаг, Физико-химический корпус Медицинского Университета. Он также спроектировал здания Железнодорожного вокзала в Гяндже, являлся автором здания областного исполкома в Ханкенди.
Особую роль в творчестве архитектора сыграл город Сумгаит. Генеральный план Сумгаита, проекты жилых кварталов, зданий общественного и других назначений были разработаны в 1968-1985 годы в возгавляемой им мастерской в институте "Азергоспроект".
Насрулла Кенгерли с 1951 года также и преподавал в средних и высших учебных заведениях Азербайджана, в 1968-1990 годы был доцентом кафедры архитектурных конструкций в Азербайджанском Политехническом Институте, а затем в Институте Инженеров-Строителей. (нынешний нынешний Университет Архитектуры и Строительства).
В 1960 году был награждён орденом Красной звезды и другими орденами и медалями. В 1960 году получил звание Заслуженного строителя Азербайджанской ССР. В 1972 году стал лауреатом лауреат государственной премии СССР.
Насрулла Кенгерли скончался 25 февраля 1991 года в городе Баку.

## Семья
Старший сын архитектора — Талят Кенгерли является учёным геологом. Два других сына: Агшин и Айдын Кенгерли — известные врачи.

## Память
Решением Премьер-министра Азербайджана Али Асадова от 5 сентября 2024 года, в честь Насруллы Кенгерли на здании, где он жил, было приянто решение уставить памятную доску.